# Proasellus synaselloides
Proasellus synaselloides är en kräftdjursart som först beskrevs av Henry 1963.  Proasellus synaselloides ingår i släktet Proasellus och familjen sötvattensgråsuggor. Inga underarter finns listade i Catalogue of Life.